# Résolution 1187 du Conseil de sécurité des Nations unies
Membres permanents
- Chine
- États-Unis
- France
- Royaume-Uni
- Russie

Membres non permanents
- Bahrain
- Brésil
- Costa Rica
- Gabon
- Gambie
- Japon
- Kenya
- Portugal
- Slovénie
- Suède

Résolution no 1186 Résolution no 1188
La Résolution 1187 du Conseil de sécurité des Nations unies fut adoptée à l'unanimité le 30 juillet 1998. Après avoir réaffirmé toutes les résolutions sur la Géorgie, en particulier la résolution 1150 (en) (de 1998), le Conseil a prorogé le mandat de la Mission d'observation des Nations unies en Géorgie (MONUG) jusqu'au 31 janvier 1999, et discuté des récentes hostilités dans le pays.
Le Conseil de sécurité s'est dit préoccupé par la situation tendue dans les districts de Zougdidi et Gali et du risque de combats. Ni l'Abkhazie ni la Géorgie n'étaient disposées à renoncer à la violence ou à rechercher une solution pacifique sérieuse.
La reprise des hostilités en mai 1998 a suscité des inquiétudes et les deux parties ont été invitées à respecter l'Accord sur le cessez-le-feu et la séparation des forces (Accord de Moscou) ainsi que les autres accords. Les parties ont été invitées à créer un mécanisme conjoint pour enquêter et prévenir les actes contraires à l'Accord de Moscou et les actes terroristes. Le Conseil a réaffirmé le droit de toutes les personnes déplacées et des réfugiés, qui étaient un nombre important, de rentrer chez eux en toute sécurité conformément au droit international. De cette manière, la destruction délibérée de maisons et l'expulsion de personnes par la partie abkhaze ont été condamnées, et les changements démographiques résultant du conflit qualifiés d'inacceptables.
Les parties ont été immédiatement convoquées pour obtenir des résultats dans les négociations sur des questions clés. En outre, la résolution condamne la violence contre les observateurs de la MONUG, la réinstallation de mines terrestres et les attaques de groupes armés dans la région de Gali. Une campagne médiatique lancée en Abkhazie a également suscité des inquiétudes tout comme le harcèlement du personnel de la MONUG. L'Abkhazie a été appelée à cesser ces actes. Le mandat de la MONUG a été prorogé, sous réserve d'un examen du Conseil et de toute modification du mandat de la force de maintien de la paix de la Communauté des États indépendants qui était également présente en Géorgie.
Enfin, le Secrétaire général Kofi Annan a été prié de tenir le Conseil informé de l'évolution de la situation dans la région et des questions relatives au mandat de la MONUG; un examen de son mandat aurait lieu.